# Снежный Король
Снежный Король (англ. Ice King — Ледяной Король), настоящее имя Саймон Петриков (англ. Simon Petrikov) — персонаж мультсериалов «Время приключений» и «Время приключений: Фионна и Пирожок», озвученный Томом Кенни.

## Описание
Снежный Король — частый противник Финна и Джейка. Мечтая о женитьбе, Снежный Король часто похищает принцесс Земель Ууу, чтобы вынудить их жениться на себе. Корона Снежного Короля наделяет его множеством магических способностей, связанных с холодом, но при этом порабощает его разум. Поэтому, несмотря на то, что Снежный Король практически никогда не хочет никому причинить вред, он очень опасен для окружающих. Он может метать ледяные молнии, чтобы заморозить врага; может создавать снегопады и метели; способен создавать различные структуры изо льда; может даже создавать из снега живых существ. Кроме этого, Снежный Король способен летать, используя свою бороду, разделённую надвое, как крылья. Все эти сверхспособности он теряет, если снимает корону.
Телосложение Снежного Короля — дистрофическое, что вызвано возрастом и длительным воздействием короны на организм. Он настолько слаб, что лишение короны может убить его в течение нескольких дней. В результате совершённого однажды приворота сердце Саймона живёт отдельной жизнью под именем Рикардио. Вдобавок ко всему корона стимулирует рост длинного острого носа и ускоренный рост волос на лице.
Саймон практически ничего не помнит о своей прошлой жизни «до короны», и часто забывает даже то, что происходило совсем недавно. Это даёт основания предполагать наличие у него болезни Альцгеймера, также он страдает от маразма и некоторых других психических заболеваний. По причине своего сумасшествия он очень одинок и общается по большей части с пингвинами в своём королевстве, при этом навязчиво стараясь подружиться с кем-то ещё. Единственными его проблемами в отношениях с противоположным полом являются собственнические чувства и непривлекательный внешний вид. Фактически, когда он кратковременно был женат, Снежный Король чересчур рьяно заботился о супруге, и то же самое происходит в его отношениях с похищенными принцессами. В конце мультсериала корона изменяется в брюхе ГОЛБа, Снежный Король избавляется от неё благодаря самопожертвованию Бетти и становится здоровым Саймоном, а «пингвин» Гантер по своему желанию сливается с короной в Снежное Существо.

### Предыстория

Саймон Петриков

Корона Снежного Короля, являющаяся источником его сверхспособностей, была создана в доисторическом прошлом ледяным элементалем по имени Юргенс Эвергрин для предотвращения столкновения крупного метеорита с планетой. Она представляет собой сложную структуру, объединяющую науку и магию. После создания короны Эвергрин записал на неё частицу своего разума вместе со своим желанием остановить метеорит, и умер, передав корону своему ученику — разумному динозавру Гантеру. Но так как Эвергрин никогда не учил Гантера магии, тот не смог остановить метеорит и последовавшее за ним мел-палеогеновое вымирание. Корона уцелела и продолжила превращать тех, кто её надевал, в сумасшедшие подобия Эвергрина. Личности всех, кто когда-либо надевал корону, записаны внутри неё. В их числе сам Гантер, Саймон и несколько других людей, случайно или намеренно надевавших корону.

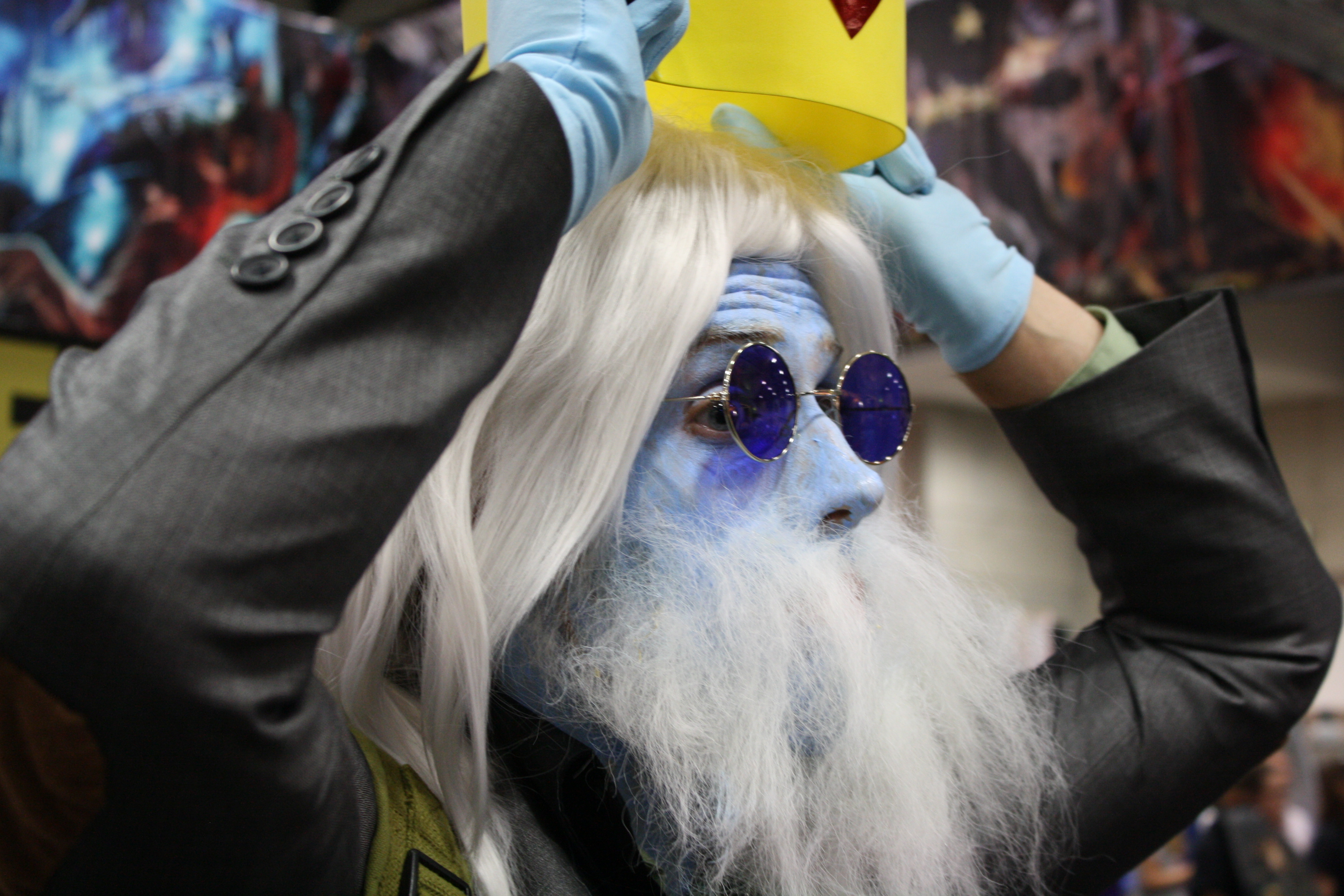
Косплей Саймона в начале его превращения в Снежного Короля

Перед войной корону у портового рабочего в северной Скандинавии купил Саймон Петриков — историк и антиквар, увлекающийся коллекционированием паранормальных артефактов. Совместно со своей невестой Бетти он написал несколько книг о том. Саймон родился за 44 года до «Грибной войны». Он попытался носить корону, но она стала воздействовать на него, что привело к сумасшествию, а его тело постепенно стало изменяться до нынешнего состояния. Психическое состояние Саймона ухудшилось, когда Бетти сбежала от него, напуганная неожиданными изменениями (в 48-й серии 5-го сезона «Бетти» оказалось, что сразу после Грибной Войны она убежала к Саймону в будущее через временной портал). Это в дальнейшем породило у него маниакальное желание поиска невест. Перед войной Саймон также обнаружил Энхиридион, находясь в экспедиции в Гиндукуше. А за 996 лет до событий сериала стал опекуном маленькой Марселин, которую с развитием сумасшествия он стал называть Гантером. Постепенно, с течением событий, когда Саймону приходилось использовать корону в качестве «последнего шанса», он осознал, что скоро может стать проблемой для Марселин, и написал письмо с извинениями на тот случай, если корона окончательно захватит его разум, что в скорости и произошло. После наступления полного сумасшествия Снежный Король живёт в ледяном замке с пингвинами, одного из которых зовёт Гантером, а остальных — вариациями этого имени (Гюнтер, Гунтер и т. д.). К Гантеру король испытывает особую привязанность, хотя тот на самом деле является потерявшим силы чудовищем Оргалоргом.

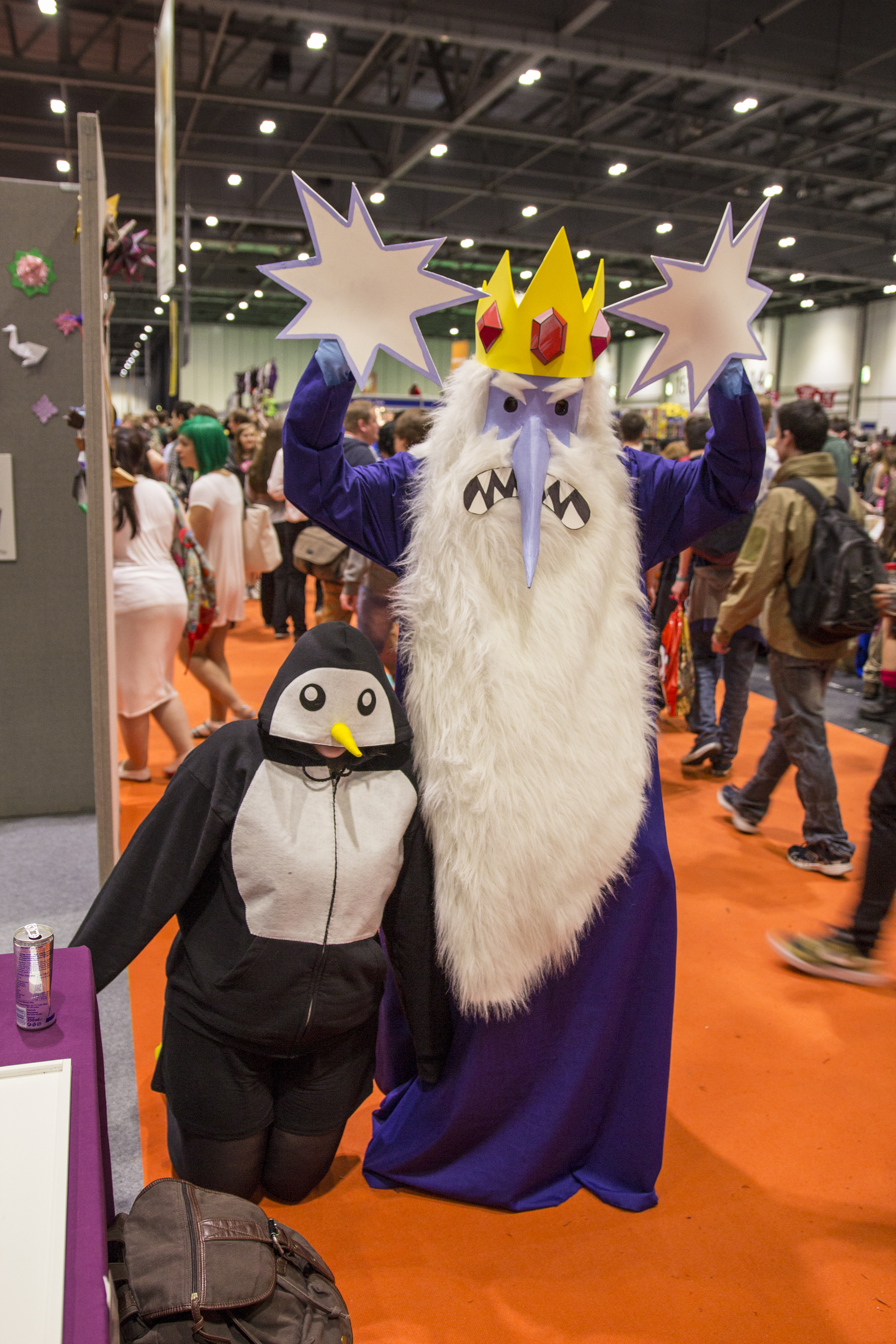
Косплей Снежного Короля и Гантера

### Альтернативные реальности

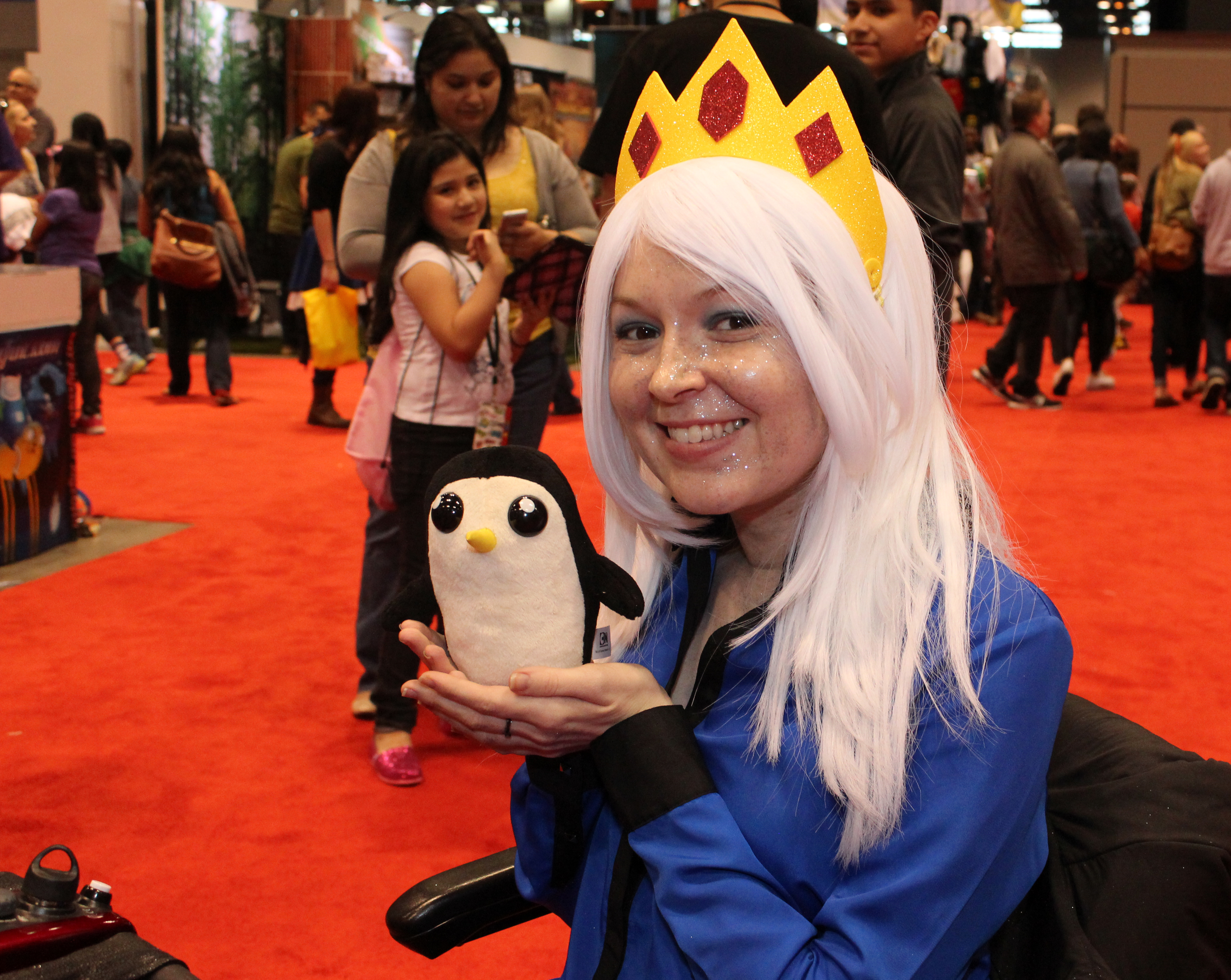
Косплей Снежной Королевы

Снежный Король пишет фанфики про Финна и Джейка, в которых все жители Земель Ооо поменялись полами. В мультсериале есть две серии, посвящённые фанфикам короля: «Время приключений с Фионной и Пирожком» и «Плохой мальчик». В серии «Фионна и Пирожок» он прочитал Финну и Джейку одну из глав своего детища, где Финн стал красивой 14-летней девушкой Фионной, а Джейк — кошкой Пирожком (англ. Cake). Также в этой серии представлен Принц Гамбол (прототип — Принцесса Бубльгум). Сам же Король стал Снежной Королевой. Главная мечта Короля — найти или оживить Фионну и Пирожка, в его дворце присутствует тайная комната с их ледяными статуями. В серии «Плохой мальчишка», рассказе, который ведётся от лица Марселин, появились альтернативные версии персонажей, и сама Марселин, представленная в виде Маршала Ли, который испытывал чувства к Фионне и пытался заставить её сказать, что он ей нравится.
В альтернативной реальности, созданной желанием Финна в комнате Призмо, Саймон Петриков не успел стать Снежным Королём, потому что остановил мутагенную бомбу (которая в основной реальности, видимо, и является одной из причин радикальных изменений в мире) ценой своей жизни. Короной завладел альтернативный Финн, который использовал её, чтобы помочь Джейку, одержимому Личем, собрать камни Энхиридиона и открыть таким образом портал во все вселенные. С помощью данного Призмо артефакта под названием «горничная» Финн и Джейк из основной реальности победили Лича, после чего Призмо перенёс корону к телу Саймона в момент взрыва, и та была уничтожена.

## Реакция
Персонаж получил смешанные отзывы критиков. После первых появлений Снежного Короля его характеризовали как типичного жалкого отшельника, надоедливого антагониста, одержимого идеей украсть принцессу. Критиками отмечалось наличие у него серьёзных психических проблем.
После выхода эпизодов «Я помню тебя» (I Remember You) и «Саймон и Марси» (Simon and Marcy) оценка персонажа радикально изменилась. Критики отмечали, что в этих эпизодах персонаж был раскрыт с совершенно новой стороны, превратившись в «одну из самых трагичных личностей на телевидении». Сами эпизоды при этом попали в Топ-25 сайта «Earn This» и Топ-10 сайта geek.com.

### Комментарии
1. ↑  Энхиридион — магическая книга вселенной мультсериала, в которой записана ценная информация для героев. В одном из эпизодов книгой завладел Финн, позднее он подарил её медведю, но в итоге ею завладел Лич, так как книга при установке в обложку всех камней принцесс открывала портал к Призмо.